# Libri di Oz

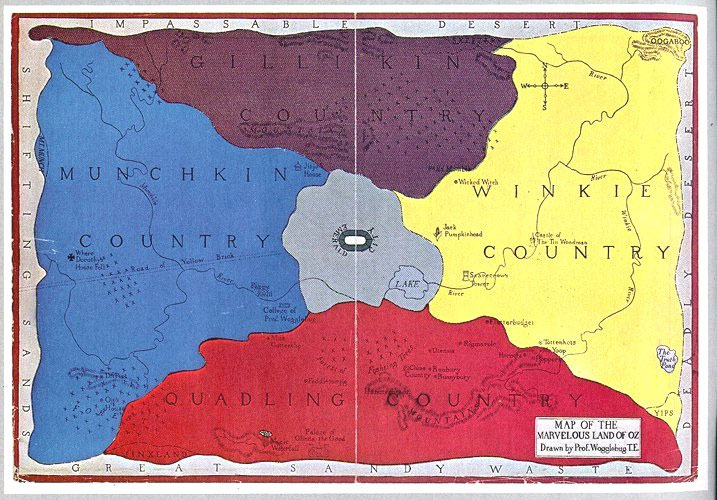
Mappa del Paese di Oz, l'universo immaginario creato da Frank Baum in cui è ambientata la serie dei libri di Oz

I libri di Oz (Oz books) sono una serie ambientata a Nonestica, il continente di cui fa parte Oz, luogo fantastico inventato da L. Frank Baum che vi ambientò il romanzo per ragazzi Il meraviglioso mago di Oz (1900). Tale fu il successo del libro, che Baum ne trasse tredici seguiti; alla sua morte, altri autori continuarono la serie, per un totale di 26 libri "ufficiali" (che insieme a quelli di Baum compongono i Famosi Quaranta) e innumerevoli altre opere considerate "apocrife".

## Struttura della serie
I quattordici libri scritti da L. Frank Baum, i diciannove scritti da Ruth Plumly Thompson, e altri sette scritti da autori diversi costituiscono i cosiddetti "Famosi Quaranta" (famous forty), che sono considerati la serie "classica" o "ufficiale" (il termine "canonico" è usato più raramente, per via delle numerose discordanze fra le varie storie). La maggior parte dei Famosi Quaranta furono pubblicate da Reilly and Britton, (in seguito divenuta Reilly and Lee). Sebbene i libri della serie siano quasi tutti romanzi d'avventura, Baum e gli altri autori dei Famosi Quaranta erano soliti definirsi, e sono tuttora ricordati, col nome royal historians ("storici del regno" di Oz).
Oltre ai Famosi Quaranta, altri autori hanno scritto moltissimi altri libri ambientati nel Paese di Oz, pubblicati da vari editori. Esistono addirittura case editrici specializzate nella pubblicazione di romanzi e racconti di Oz (per esempio Books of Wonder, Hungry Tiger Press, e The International Wizard of Oz Club). Alcuni autori hanno sviluppato delle serie proprie ambientate a Oz, come quella in russo di Aleksandr Melent'evič Volkov, o i libri del pronipote di Frank Baum, Roger S. Baum. Infine, vanno menzionati i libri "revisionisti" di Gregory Maguire.
Dato l'incredibile numero di pubblicazioni ambientate nel Paese di Oz, una lista completa di tutti questi lavori (che continuano tuttora a vedere, saltuariamente, qualche "nuovo arrivo") è probabilmente impossibile da stilare.

## I Famosi Quaranta

### La serie di L. Frank Baum
1. The Wonderful Wizard of Oz, George M. Hill 1900. Illustrato da W. W. Denslow. Pubblicato in italiano col titolo Il meraviglioso mago di Oz.
2. The Marvelous Land of Oz, Reilly and Britton 1904. Illustrato da John R. Neill. Pubblicato in italiano col titolo Il meraviglioso paese di Oz e Oz paese incantato
3. Ozma of Oz, Reilly and Britton 1907. Illustrato da John R. Neill. Pubblicato in italiano col titolo Ozma, regina di Oz e Ozma di Oz[1].
4. Dorothy and the Wizard in Oz, Reilly and Britton 1908. Illustrato da John R. Neill. Pubblicato in italiano nel 2011 da Robin edizioni con il titolo Il ritorno del mago di Oz.
5. The Road to Oz, Reilly and Britton 1909. Illustrato da John R. Neill. Uscito in italiano negli anni '50 col titolo La strada per Oz[1].
6. The Emerald City of Oz, Reilly and Britton 1910. Illustrato da John R. Neill. Pubblicato in italiano col titolo La città di smeraldo di Oz
7. The Patchwork Girl of Oz, Reilly and Britton 1913. Illustrato da John R. Neill. Pubblicato in italiano con il titolo La ragazza di pezza di Oz
8. Tik-Tok of Oz, Reilly and Britton 1914. Illustrato da John R. Neill. Pubblicato in italiano con il titolo Tic toc di Oz
9. The Scarecrow of Oz, Reilly and Britton 1915. Illustrato da John R. Neill. Pubblicato in italiano con il titolo di Lo spaventapasseri di Oz
10. Rinkitink in Oz, Reilly and Britton 1916. Illustrato da John R. Neill. Pubblicato in italiano con il titolo di Rinkitink a Oz
11. The Lost Princess of Oz, Reilly and Britton 1917. Illustrato da John R. Neill. Pubblicato in italiano con il titolo di La principessa perduta di Oz
12. The Tin Woodman of Oz, Reilly and Britton 1918. Illustrato da John R. Neill. Pubblicato in italiano con il titolo di Il boscaiolo di latta di Oz
13. The Magic of Oz, Reilly and Lee 1919. Illustrato da John R. Neill. Pubblicato in italiano con il titolo di La magia di Oz
14. Glinda of Oz, Reilly and Lee 1920. Illustrato da John R. Neill. Pubblicato in italiano con il titolo di  Glinda di Oz

### Libri di Ruth Plumly Thompson
Dopo la morte di Baum, la storia di Oz fu proseguita dalla scrittrice Ruth Plumly Thompson. Il suo stile era decisamente differente da quello di Baum, e molto più vicino a quello delle fiabe tradizionali. Le sue storie sono spesso ambientate in piccoli regni del Paese di Oz, e hanno come protagonisti principi o principesse che salvano il proprio regno o Oz, o riconquistano il loro trono. La Thompson scrisse 19 libri di Oz, cinque più di Baum. Di questi, nessuno è stato ancora tradotto in italiano.
1. The Royal Book of Oz, Reilly and Lee 1921. Illustrato da John R. Neill.
2. Kabumpo in Oz, Reilly and Lee 1922. Illustrato da John R. Neill.
3. The Cowardly Lion of Oz, Reilly and Lee 1923. Illustrato da John R. Neill.
4. Grampa in Oz, Reilly and Lee 1924. Illustrato da John R. Neill.
5. The Lost King of Oz, Reilly and Lee 1925. Illustrato da John R. Neill.
6. The Hungry Tiger of Oz, Reilly and Lee 1926. Illustrato da John R. Neill.
7. The Gnome King of Oz, Reilly and Lee 1927. Illustrato da John R. Neill.
8. The Giant Horse of Oz, Reilly and Lee 1928. Illustrato da John R. Neill.
9. Jack Pumpkinhead of Oz, Reilly and Lee 1929. Illustrato da John R. Neill.
10. The Yellow Knight of Oz, Reilly and Lee 1930. Illustrato da John R. Neill.
11. Pirates in Oz, Reilly and Lee 1931. Illustrato da John R. Neill.
12. The Purple Prince of Oz, Reilly and Lee 1932. Illustrato da John R. Neill.
13. Ojo in Oz, Reilly and Lee 1933. Illustrato da John R. Neill.
14. Speedy in Oz, Reilly and Lee 1934. Illustrato da John R. Neill.
15. The Wishing Horse of Oz, Reilly and Lee 1935. Illustrato da John R. Neill.
16. Captain Salt in Oz, Reilly and Lee 1936. Illustrato da John R. Neill.
17. Handy Mandy in Oz, Reilly and Lee 1937. Illustrato da John R. Neill.
18. The Silver Princess in Oz, Reilly and Lee 1938. Illustrato da John R. Neill.
19. Ozoplaning with the Wizard of Oz, Reilly and Lee 1939. Illustrato da John R. Neill.

### Altri autori

#### Libri di John Neill
Quando la Thompson cessò di scrivere nel 1939 il suo posto fu preso da John R. Neill, illustratore della serie dal secondo episodio. Neill scrisse tre nuovi libri, che si distinguono per il modo in cui certe idee della saga di Oz sono portate all'estremo. Nei libri di Neill ogni oggetto prende vita (per esempio, vi si rappresentano case che combattono in battaglia); lo schema dei colori di Oz (blu per la regione dei Munchkin, rosso per i Quadling e così via) viene esteso al punto che persino il colore del cielo e quello della pelle degli abitanti variano di regione in regione.
1. The Wonder City of Oz, Reilly & Lee 1940. Illustrato da John R. Neill.
2. The Scalawagons of Oz, Reilly & Lee 1941. Illustrato da John R. Neill.
3. Lucky Bucky in Oz, Reilly & Lee 1942. Illustrato da John R. Neill.

#### Libri di Jack Snow
A Neill seguì Jack Snow, che era un fan di Baum; si offrì di proseguire la serie già all'età di 12 anni, quando Baum morì.
1. The Magical Mimics in Oz, Reilly & Lee 1946. Illustrato da Frank Kramer.
2. The Shaggy Man of Oz, Reilly & Lee 1949. Illustrato da Frank Kramer.

#### Libro di Rachel Cosgrove
1. The Hidden Valley of Oz, Reilly & Lee 1946. Illustrato da Dirk Gringhuis.

#### Libro di Eloise Jarvis McGraw e Lauren Lynn McGraw
1. Merry-Go-Round in Oz, Reilly & Lee 1963. Illustrato da Dick Martin.

## Opere non canoniche deiRoyal Historians
Gli autori dei "Famosi Quaranta", noti anche come royal historians, realizzarono nel tempo anche opere secondarie che non vengono considerate parte della serie canonica.
1. L. Frank Baum, Queer Visitors from the Marvelous Land of Oz (1904-1905, illustrato da Walt McDougal. Rubrica di giornale,  è stato ripubblicato come libro col titolo Visitors from Oz. L'edizione della Hungry Tiger Press è illustrata da Eric Shanower.
2. L. Frank Baum, The Woggle-Bug Book (Reilly and Britton 1905), illustrato da Ike Morgan.
3. L. Frank Baum, Little Wizard Stories of Oz (Reilly and Britton 1913), illustrato da John R. Neill.
4. Ruth Plumly Thompson, Yankee in Oz (International Wizard of Oz Club 1972), illustrato da Dick Martin.
5. Ruth Plumly Thompson, The Enchanted Island of Oz (International Wizard of Oz Club 1976), illustrato da Dick Martin.
6. John R. Neill, The Runaway in Oz (Books of Wonder 1995), illustrato da Eric Shanower.
7. Jack Snow, Who's Who in Oz (Reilly and Lee 1954), illustrato da artisti vari.
8. Eloise Jarvis McGraw e Lauren McGraw Wagner, The Forbidden Fountain of Oz (International Wizard of Oz Club 1980), illustrato da Dick Martin.
9. Eloise Jarvis McGraw, The Rundelstone of Oz (Hungry Tiger Press 2001), illustrato da Eric Shanower.
10. Rachel Cosgrove, The Wicked Witch of Oz (International Wizard of Oz Club 1993), illustrato da Eric Shanower.

## Libri di Oz alternativi
I seguenti testi, che spesso presentano Oz da prospettive insolite, sono considerati non ufficiali e apocrifi. Esistono letteralmente centinaia di libri non ufficiali di Oz; quella che segue include solo i titoli più celebri.
1. Philip José Farmer, A Barnstormer in Oz (1982)
2. Robert A. Heinlein, Il numero della bestia (titolo originale The number of the beast) (1980)
3. Chris Dulabone e Robert Evans, Abducted to Oz (2003)[2]
4. Robert Evans, The Forest Monster of Oz (2003)[2]
5. Robert Evans, Dorothy's Mystical Adventures in Oz (2005)[2]
6. Gregory Maguire, Wicked: The Life and Times of the Wicked Witch of the West (ReganBooks/HarperCollins 1995). Pubblicato in Italia col titolo di Strega: Cronache dal Regno di Oz in rivolta.
7. Gregory Maguire, Son of a Witch (ReganBooks 2005)
8. Geoff Ryman, Was (1992)
9. Aleksandr Volkov, The Wizard of Magic Land (1939), "traduzione" originale del libro originale Il Meraviglioso Mago di Oz
10. Aleksandr Volkov, Urfin Djus and His Wooden Soldiers (1963)
11. Aleksandr Volkov, Seven Kings of the Underground (1969)
12. Aleksandr Volkov, The Yellow Fog (1972)
13. Aleksandr Volkov, The Fire God of the Marranes (1988)
14. Aleksandr Volkov, The Secret of the Forgotten Castle (1989)
15. Joan D. Vinge, Nel fantastico mondo di Oz (Trasposizione letteraria dell'omonimo film, 1985)
16. M. Jan Carr, The Wizard of Oz: a Novelization (Trasposizione letteraria del film del 1939, 1993)
17. Elizabeth Rudnick, Oz, The Great and The Powerful (Trasposizione letteraria dell'omonimo film, 2013)